# Lijst van nummer 1-hits in Frankrijk in 2010
Deze hits stonden in 2010 op nummer 1 in de SNEP Single Top 100, de bekendste hitlijst in Frankrijk.
| Datum        | Artiest                                    | Titel                                               |
| ------------ | ------------------------------------------ | --------------------------------------------------- |
| 2 januari    | Edward Maya & Vika Jigulina                | Stereo love                                         |
| 9 januari    | Edward Maya & Vika Jigulina                | Stereo love                                         |
| 16 januari   | Edward Maya & Vika Jigulina                | Stereo love                                         |
| 23 januari   | Lady Gaga                                  | Bad romance                                         |
| 30 januari   | Christophe Maé                             | Dingue, dingue, dingue                              |
| 6 februari   | Christophe Maé                             | Dingue, dingue, dingue                              |
| 13 februari  | Christophe Maé                             | Dingue, dingue, dingue                              |
| 20 februari  | Ke$ha                                      | Tik tok                                             |
| 27 februari  | Ke$ha                                      | Tik tok                                             |
| 6 maart      | Stromae                                    | Alors on danse                                      |
| 13 maart     | Cœur de pirate & Julien Doré               | Pour un infidèle                                    |
| 20 maart     | Stromae                                    | Alors on danse                                      |
| 27 maart     | Stromae                                    | Alors on danse                                      |
| 3 april      | Stromae                                    | Alors on danse                                      |
| 10 april     | Stromae                                    | Alors on danse                                      |
| 17 april     | Stromae                                    | Alors on danse                                      |
| 24 april     | Stromae                                    | Alors on danse                                      |
| 1 mei        | Stromae                                    | Alors on danse                                      |
| 8 mei        | Stromae                                    | Alors on danse                                      |
| 15 mei       | Justin Bieber & Ludacris                   | Baby                                                |
| 22 mei       | Stromae                                    | Alors on danse                                      |
| 29 mei       | Justin Bieber & Ludacris                   | Baby                                                |
| 5 juni       | Jessy Matador                              | Allez ola olé                                       |
| 12 juni      | Jessy Matador                              | Allez ola olé                                       |
| 19 juni      | David Guetta, Chris Willis, Fergie & LMFAO | Gettin' over you                                    |
| 26 juni      | David Guetta, Chris Willis, Fergie & LMFAO | Gettin' over you                                    |
| 3 juli       | Jessy Matador                              | Allez ola olé                                       |
| 10 juli      | Jessy Matador                              | Allez ola olé                                       |
| 17 juli      | Collectif Métissé                          | Debout pour danser                                  |
| 24 juli      | Shakira & Freshlyground                    | Waka waka (This time for Africa)                    |
| 31 juli      | Shakira & Freshlyground                    | Waka waka (This time for Africa)                    |
| 7 augustus   | Shakira & Freshlyground                    | Waka waka (This time for Africa)                    |
| 14 augustus  | Shakira & Freshlyground                    | Waka waka (This time for Africa)                    |
| 21 augustus  | Shakira & Freshlyground                    | Waka waka (This time for Africa)                    |
| 28 augustus  | Shakira & Freshlyground                    | Waka waka (This time for Africa)                    |
| 4 september  | René la Taupe                              | Mignon Mignon                                       |
| 11 september | René la Taupe                              | Mignon Mignon                                       |
| 18 september | René la Taupe                              | Mignon Mignon                                       |
| 25 september | René la Taupe                              | Mingon Mignon                                       |
| 2 oktober    | René la Taupe                              | Mignon Mignon                                       |
| 9 oktober    | René la Taupe                              | Mignon Mignon                                       |
| 16 oktober   | René la Taupe                              | Mignon Mignon                                       |
| 23 oktober   | René la Taupe                              | Mignon Mignon                                       |
| 30 oktober   | René la Taupe                              | Mignon Mignon                                       |
| 6 november   | René la Taupe                              | Mignon Mignon                                       |
| 13 november  | René la Taupe                              | Mignon Mignon                                       |
| 20 november  | René la Taupe                              | Mignon Mignon                                       |
| 27 november  | René la Taupe                              | Mignon Mignon                                       |
| 4 december   | Mylène Farmer                              | Oui mais... Non                                     |
| 11 december  | Mylène Farmer                              | Oui mais... Non                                     |
| 18 december  | Myléne Farmer                              | Oui mais... Non                                     |
| 25 december  | Israel Kamakawiwo'ole                      | Somewhere over the rainbow / What a wonderful world |